# Franz Paradeis
Franz Anton Paradeis (* 8. November 1871 in Mariäkappel; † 17. November 1941 in Ravensburg) war ein württembergischer Oberamtmann.
Franz Paradeis studierte an der Universität Tübingen. Er war Mitglied der katholischen Studentenverbindung AV Guestfalia Tübingen im CV. 1895 legte er die erste und 1897 die zweite Verwaltungsdienstprüfung ab. Am 3. Juli 1897 trat er in die württembergische Innenverwaltung ein.
1902 wurde er Amtmann beim Oberamt Göppingen, 1909 Stadtschultheißenamtsverweser in Schramberg, 1910 dann dort Stadtschultheiß. Von 1919 bis 1922 war er Oberamtmann und Oberamtsvorstand beim Oberamt Münsingen, von 1922 bis 1924 beim Oberamt Hall, von 1924 bis 1929 beim Oberamt Gmünd und von 1929 bis 1936 beim Oberamt Ravensburg. Am 31. Oktober 1936 trat Franz Paradeis in den Ruhestand.